# Фоминых, Никита Сергеевич
Никита Сергеевич Фоминых (16 апреля 1986 года, Барановичи, Белорусская ССР) — популярный белорусский артист, яркий представитель современной сцены. Победитель и призёр многочисленных международных песенных фестивалей и конкурсов молодых исполнителей («Молодёжь — за Союзное государство-2010», «Пироговский рассвет-2011»).

## Биография
Никита Фоминых родился 16 апреля 1986 года в городе Барановичи (Белорусская ССР).
Никита на сцене с 10 лет, чуть позже начал писать первые стихи, песни. Уже с раннего детства его стала интересовать музыка, в частности, пение. Значимую роль в его становлении как певца, сыграла вокальная студия при Дворце детского творчества г. Барановичи, в которой он занимался до совершеннолетия. Временем своего настоящего творческого дебюта артист считает 2000-й год, с которого он и стал принимать участие в конкурсах серьёзного уровня, на которых неоднократно становился лауреатом. «Билетом» в белорусский шоу-бизнес для Никиты стало участие в проекте телеканала СТВ «Звёздный дилижанс» (2005). Никита принимал участие в Международном фестивале «Славянский базар в Витебске» в 2008-м году, и выступление на конкурсе в рамках фестиваля Союзного государства Беларуси и России (2010) в Ростове-на-Дону, и победа на конкурсе «Пироговский рассвет-2011» (Москва, РФ). Своими творческими родителями Никита считает знаменитый творческий и семейный дуэт Александр Тиханович и Ядвига Поплавская (участники ВИА «Верасы»). Никита окончил БГАМ — Белорусскую государственную академию музыки и защитил степень Магистра искусствоведения в 2015 году. Является автором песен, некоторых произведений вошедших в его первый сольный альбом «Ночное зеркало» (2013 г.)., а также музыкальных композиций «Мiнскае дыска», «Нашим детям», "Лица Столицы", "Мандарины и корица" (новогодняя), и др.
В репертуаре Никиты Фоминых песни таких авторов, как Сергей Авдеев, Юлия Быкова, Наталья Сокерина, Игорь Демарин, Фёдор Жиляк, Владимир Кондрусевич, Олег Жуков, Игорь Матета, Святослав Позняк, Евгений Олейник, Дмитрий Смольский. 16 апреля 2016 года Никита отметил свой двойной юбилей — юбилей творческой деятельности (15 лет на сцене) и 30 лет со дня рождения. В этот день Никита представил своим слушателям второй сольный альбом «Старые друзья». В 2024 году Никита выпустил свой первый клип на композицию "Десять Шагов" белорусских авторов С.Позняка и Н.Сокериной, который стал сразу лидером хит-парадов. Никита Фоминых активно выступает на площадках Беларуси и России, демонстрируя высокий профессионализм и мастерство исполнения. В этом же году Никита в свой день рождения выступил для жителей столицы на сцене Дворца культуры профсоюзов с сольной концертной программой "Приходи на меня посмотреть". В 2025 году Никита провел свой сольный концерт на сцене Национального академического театра имени Янки Купалы. В августе 2025 года Никита представил своим слушателям композицию "Лица Столицы", автором которой является Н.Сокерина и сам артист.
Популярные композиции в исполнении Никиты Фоминых: "Где ты", "Десять Шагов", "Лiсты пра каханне", "Лица Столицы", "Лечу к тебе", "Без тебя", "Просто вспомни меня", "По правилам и без", "Остров счастья", "Мiнскае дыска", "Старые друзья"

## Достижения
- Лауреат фестиваля «Молодёжь — за Союзное государство-2010» (Ростов-на-Дону, Россия)[3]
- Победитель конкурса молодых исполнителей «Пироговский рассвет-2011» (Москва, Россия)[4]

## Телевидение
Участник телепередач «Добрай раніцы, Беларусь», "Добрый вечер" телеканала «Беларусь-1», «Империя песни», «Суперлото» и «Мастацтва» телеканала «Беларусь-2», "Наперад у мiнулае", "Народный повар", "Наше утро" (телеканал ОНТ), "Точки над "i" (телеканал СТВ), "Смысл жизни" 

## «Ночное зеркало»- 2013.
1. Ночное зеркало.(3:37)
2. Моя сверхновая.(3:21)
3. Люби меня.(3:23)
4. Соблазн.(4:03)
5. Опасная игра.(3:44)
6. Остров счастья.(3:05)
7. Пусть каждый…(4:13)
8. Ирина.(4:34)
9. Имя любви.(4:36)
10. Я за любовь.(4:06)
11. Принцесса.(3:45)
12. Взрыв чувств.(4:03)
13. Не сходи с ума.(4:31)
14. Звездная гармония.(3:12)

## «Старые друзья» — 2016 г.
1. «А метель мела» (3:39)
2. «Via Lattea» (3:03)
3. "Никогда не говори никогда" (4:00)
4. «Chatyn» (3:48)
5. «Костер любви» (3:39)
6. «Сердцу хочется большой любви» (3:22)
7. «Ты сегодня сказала да» (3:06)
8. «Земная любовь» (3:45)
9. «Мая Беларусь» (3:50)
10. «Ружа белая» (4:16)
11. «Старые друзья» (3:47)
12. «Хоккей» (3:23)
13. «Сказка» (3:48)